# Suso Cecchi D'Amico
Suso Cecchi D'Amico (født 21. juli 1914, død 31. juli 2010) var en italiensk manuskriptforfatter. Hun arbejdede sammen med en række af de største italienske filminstruktører i sin generation, herunder Vittorio de Sica, Luchino Visconti, Michelangelo Antonioni og Franco Zeffirelli. Blandt de mest kendte film, hun skrev manuskript til, var Viscontis Leoparden (1963) og de Sicas Cykeltyven (1948), begge i samarbejde med andre.
Blandt de film, hun skrev manuskript til (alene eller sammen med andre), kan nævnes: 
- Cykeltyven (de Sica, 1948)
- Miraklet i Milano (de Sica, 1951)
- Sansernes rus (Visconti, 1954)
- Veninderne (Antonioni, 1955)
- Hvide nætter (Visconti, 1957)
- Det begyndte i Napoli (Melville Shavelson, 1960)
- Rocco og hans brødre (Visconti, 1960)
- Hans bedste fjende  (Guy Hamilton, 1961)
- Leoparden (Visconti, 1963)
- Trold kan tæmmes (Zeffirelli, 1967)
- Den fremmede (Visconti, 1967)
- Broder sol, søster måne (Zeffirelli, 1972)
- Vold og lidenskab (Visconti, 1974)
- Den uskyldige (Visconti, 1976)